# Papaver rupifragum
Papaver rupifragum Boiss. & Reut. es una especie de la familia de las papaveráceas. Es un endemismo andaluz-magrebí.

## Descripción
Planta con cepa leñosa, ramificada; tallos foliosos, glaucescentes y ± pelosos. Flores de hasta 5 cm de diámetro, con pétalos anaranjado-salmón. Cápsulas 15-20 x 4–6 mm, glabras, obcónicas, con 5-8 lóbulos estigmáticos. Semillas de 0,5 x 0,7 mm, reniformes, reticulado-foveoladas, pardooscuras.

## Hábitat y distribución
Vive en orientación N-NE de los pisos meso y supramediterráneo, en las fisuras de paredones calcáreos y en gleras, a veces en pendientes pronunciadas, de la Sierra de Grazalema y la vecina Sierra de Ubrique - las dos en el Parque natural de la Sierra de Grazalema (Provincias de Cádiz y Málaga, España) - y del África del Norte (Marruecos - Chauen al sureste de Tetuán). Introducido en Gran Bretaña, Austria y Dinamarca.
En todas las poblaciones más del 50% de los tallos reproductores son comidos por las cabras,
monteses y domésticas.

## Taxonomía
Papaver rupifragum  fue descrita por Boiss. & Reut. y publicado en Pugill. Pl. Afr. Bor. Hispan. 6. 1852
Citología
Número de cromosomas de Papaver rupifragum (Fam. Papaveraceae) y táxones infraespecíficos: 2n=14
Etimología
Ver: Papaver
rupifragum: epíteto latino que significa " que crece en grietas de las rocas"

## Nombres comunes
- Castellano: amapola, amapola de Grazalema.[7]